# Mary Wells
Mary Esther Wells (* 13. Mai 1943 in Detroit, Michigan; † 26. Juli 1992 in Los Angeles, Kalifornien) war eine US-amerikanische Soul-Sängerin. Sie zählte in den 1960er Jahren zu den bekanntesten Sängerinnen des Detroiter Plattenlabels Motown und wird als dessen erster Superstar bezeichnet. Sie hatte ab 1961 bis zur Mitte des Jahrzehnts mehrere große Hits in den Pop- und R&B-Charts. Ihr Größter, My Guy, entwickelte sich zum Klassiker und stand 1964 zwei Wochen lang auf Platz eins der US-Charts.

## Leben
Wells wuchs in einer armen Umgebung auf. In ihrer Kindheit erkrankte sie an Meningitis, als Folge derer sie zeitweilig blind und taub wurde, sowohl Seh- als auch Hörkraft kehrten jedoch wieder. Sie sang dann im Chor ihrer Schule und trat später in verschiedenen Clubs und bei Talentwettbewerben auf. 1959 lernte sie den Motown-Angestellten Robert Bateman kennen und bot ihm einen Song namens Bye Bye Baby an, den sie für Jackie Wilson geschrieben hatte. Bateman machte es möglich, dass Wells ihren Song Berry Gordy vorsingen konnte, was ihr schließlich einen Plattenvertrag einbrachte. Bye Bye Baby wurde 1961 Wells' erste Hit-Single.
Die Folgesingle I Don't Want to Take a Chance konnte an den Erfolg von Bye Bye Baby anknüpfen, doch Strange Love floppte. Gordy beschloss daraufhin, Smokey Robinson zu Wells' Songwriter und Produzenten zu machen. Daraus gingen 1962 zunächst die Top-10-Singles The One Who Really Loves You, You Beat Me to the Punch und Two Lovers hervor und schließlich wurde auch das Album The One Who Really Loves You veröffentlicht, das es ebenfalls in die Top 10 schaffte und damit bis dahin Motowns bestverkauftes Album war.
1963 folgten insgesamt vier Top-40-Hits: Laughing Boy, What's So Easy for Two Is So Hard for One, Your Old Standby (ursprünglich als Rückseite von What Love Has Joined Together veröffentlicht) und You Lost the Sweetest Boy. Das Jahr 1964 begann mit der Veröffentlichung von My Guy, das bald die Beatles von der Spitze der Pop-Charts verdrängte. Es sollte Wells' größter Hit werden. Später im Jahr nahm sie zusammen mit Marvin Gaye die Songs Once upon a Time und What's the Matter with You, Baby auf, die beide in die Top 20 kamen, und tourte mit den Beatles durch Großbritannien. Als Folge dessen nahm sie auch das Album Love Songs to the Beatles auf, auf dem verschiedene Beatles-Cover zu hören waren. Es stellte sich als Flop heraus.
Danach blieben die größeren Erfolge aus und Wells verließ Motown, um stattdessen bei 20th Century Fox zu unterschreiben. Weiterhin hielt sich der kommerzielle Erfolg in Grenzen und Mitte 1965 verabschiedete sie sich auch dort wieder. Ihre erste Single für Atco, Dear Lover, schaffte es immerhin in die Top 10 der R&B-Charts, später folgten noch zwei kleine Hits bei Jubilee Records. 1970 heiratete Wells Cecil Womack, den Bruder von Bobby Womack, und zog sich aus der Musikszene zurück.
Sie machte in den 1970ern dann noch ein paar Aufnahmen für Reprise und trennte sich 1977 von Womack. Anfang der 1980er Jahre erlebte sie mit dem Produzenten Wayne Henderson ein kurzes Comeback, als ihr Song Gigolo einen Platz 13 in den Disco-Charts erreichte, und begann wieder zu touren. 1983 veröffentlichte Wells das Album The Old, the New and the Best of Mary Wells.
1991 reichte Wells eine millionenschwere Klage gegen Motown ein, weil sie der Meinung war, dass sie beim Verlassen der Plattenfirma im Jahr 1964 keine Tantiemen erhalten habe und dass ihre Songs nicht so promotet wurden, wie es nötig gewesen sei. Motown legte den Rechtsstreit schließlich bei, indem sie Wells eine sechsstellige Summe zahlte.
Bereits 1990 wurde bei Wells Kehlkopfkrebs diagnostiziert, was sich negativ auf ihre Stimme auswirkte und sie veranlasste, das Touren aufzugeben. Ihre Erkrankung führte sie auf jahrelanges Rauchen zurück. Ein Jahr später sprach Wells vor dem US-Kongress, um die staatliche Finanzierung der Krebsforschung zu fördern: „Ich bin heute hier, um Sie zu ermutigen, den Glauben zu bewahren. Ich kann Sie nicht mit meiner ganzen Stimme anfeuern, aber ich kann Sie ermutigen, und ich bete, Sie mit meinem ganzen Herzen und meiner Seele und meinem Flüstern zu motivieren.“ Im Juli 1992 erlag Wells ihrem Krebsleiden mit 49 Jahren in Los Angeles, nachdem eine Lungenentzündung sie zusätzlich geschwächt hatte.

## Diskografie

### Alben
| Jahr | Titel Musiklabel Katalog-Nr.        | Höchstplatzierung, Gesamtwochen, AuszeichnungChartsChartplatzierungen (Jahr, Titel, Musiklabel Katalog-Nr., Platzierungen, Wochen, Auszeichnungen, Anmerkungen) | Anmerkungen     |
| Jahr | Titel Musiklabel Katalog-Nr.        | US | Anmerkungen     |
| ---- | ----------------------------------- | --- | --------------- |
| 1963 | Two Lovers Motown #607              | US49 (8 Wo.)US |                 |
| 1964 | Together Motown #613                | US42 (16 Wo.)US | mit Marvin Gaye |
| 1964 | Mary Wells Sings My Guy Motown #617 | US111 (12 Wo.)US |                 |
| 1965 | Mary Wells 20th Century TFM #3171   | US145 (4 Wo.)US |                 |

Weitere Alben
- 1961: Bye Bye Baby (Motown #600)
- 1962: The One Who Really Loves You (Motown #605)
- 1963: Live On Stage (Motown #611)
- 1965: Love Songs To The Beatles (20th Century TFM #3178)
- 1966: The Two Sides of Mary Wells (ATCO #33-199)
- 1968: Servin’ Up Some Soul (Jubilee #8018)
- 1981: In and Out of Love (Epic #37540)
- 1982: Easy Touch (51 West #Q16278)
- 1983: The Old, The New And The Best of Mary Wells (Allegiance #AL444)
- 1990: Keeping My Mind On Love (Motorcity #MOTCLP40)

### Singles
| Jahr | Titel Album                                                                | Höchstplatzierung, Gesamtwochen, AuszeichnungChartplatzierungen (Jahr, Titel, Album, Platzierungen, Wochen, Auszeichnungen, Anmerkungen) | Höchstplatzierung, Gesamtwochen, AuszeichnungChartplatzierungen (Jahr, Titel, Album, Platzierungen, Wochen, Auszeichnungen, Anmerkungen) | Anmerkungen                                                           |
| Jahr | Titel Album                                                                | UK | US | Anmerkungen                                                           |
| ---- | -------------------------------------------------------------------------- | --- | --- | --------------------------------------------------------------------- |
| 1961 | Bye Bye Baby Bye Bye Baby – I Don’t Want To Take A Chance                  | — | US45 (11 Wo.)US | B-Seite: Please Forgive Me Motown #1003                               |
| 1961 | I Don’t Want To Take A Chance Bye Bye Baby – I Don’t Want To Take A Chance | — | US33 (9 Wo.)US | B-Seite: I’m So Sorry Motown #1011                                    |
| 1962 | The One Who Really Loves You                                               | — | US8 (18 Wo.)US | B-Seite: I’m Gonna Stay Motown #1024                                  |
| 1962 | You Beat Me To The Punch The One Who Really Loves You                      | — | US9 (12 Wo.)US | B-Seite: Old Love (Let’s Try Again) Motown #1032                      |
| 1962 | Two Lovers                                                                 | — | US7 (13 Wo.)US | B-Seite: Operator Motown #1035                                        |
| 1963 | Laughing Boy Two Lovers                                                    | — | US15 (9 Wo.)US | B-Seite: Two Wrongs Don’t Make A Right Motown #1039                   |
| 1963 | Two Wrongs Don’t Make A Right –                                            | — | US100 (1 Wo.)US | B-Seite von Laughing Boy                                              |
| 1963 | Your Old Stand By –                                                        | — | US40 (8 Wo.)US | B-Seite: What Love Has Joined Together Motown #1042                   |
| 1963 | You Lost The Sweetest Boy –                                                | — | US22 (9 Wo.)US | B-Seite: What’s Easy For Two Is So Hard For One Motown #1048          |
| 1963 | What’s Easy For Two Is So Hard For One –                                   | — | US29 (17 Wo.)US | B-Seite von You Lost The Sweetest Boy                                 |
| 1964 | My Guy Sings My Guy                                                        | UK5 Silber · (24 Wo.)UK | US1 (15 Wo.)US | B-Seite: Oh Little Boy (What Did You Do To Me) Motown #1056           |
| 1964 | Once Upon a Time Together                                                  | UK50 (1 Wo.)UK | US19 (9 Wo.)US | B-Seite: What’s The Matter With You Baby Motown #1057 mit Marvin Gaye |
| 1964 | What’s The Matter With You Baby Together                                   | — | US17 (10 Wo.)US | B-Seite von Once Upon a Time mit Marvin Gaye                          |
| 1964 | Ain’t It The Truth –                                                       | — | US45 (8 Wo.)US | B-Seite: Stop Takin’ Me For Granted 20th Century #544                 |
| 1964 | Stop Takin’ Me For Granted Mary Wells                                      | — | US88 (3 Wo.)US | B-Seite von Ain’t It The Truth                                        |
| 1965 | Use Your Head Mary Wells                                                   | — | US34 (6 Wo.)US | B-Seite: Everlovin’ Boy 20th Century #555                             |
| 1965 | Never, Never Leave Me Mary Wells                                           | — | US54 (6 Wo.)US | B-Seite: Why Don’t You Let Yourself Go 20th Century #570              |
| 1965 | He’s a Lover –                                                             | — | US74 (4 Wo.)US | B-Seite: I’m Learnin’ 20th Century #590                               |
| 1965 | Me Without You –                                                           | — | US95 (2 Wo.)US | B-Seite: I’m Sorry 20th Century #606                                  |
| 1966 | Dear Lover The Two Sides of Mary Wells                                     | — | US51 (8 Wo.)US | B-Seite: Can’t You See (You’re Losing Me) ATCO #6392                  |
| 1966 | Can’t You See (You’re Losing Me) –                                         | — | US94 (3 Wo.)US | B-Seite von Dear Lover                                                |
| 1966 | Such a Sweet Thing –                                                       | — | US99 (2 Wo.)US | B-Seite: Keep Me In Suspense ATCO #6423                               |
| 1968 | The Doctor Servin’ Up Some Soul                                            | — | US65 (8 Wo.)US | B-Seite: Two Lovers History Jubilee #5621                             |

Weitere Singles
- 1961: Strange Love / Come To Me (Motown #1016)
- 1965: I Should Have Known Better / Please Please Me (ATCO #619)
- 1966: Fancy Free / Me And My Baby (ATCO #6436)
- 1967: (Hey You) Set My Soul On Fire / Coming Home (ATCO #6469)
- 1968: Can’t Get Away From Your Love / Woman In Love (Jubilee #5629)
- 1968: Don’t Look Back / 500 Miles (Jubilee #5639)
- 1969: Never Give A Man The World / Mind Reader (Jubilee #5676)
- 1969: Dig The Way I Feel / Love-Shooting Bandit (Jubilee #5684)
- 1970: Sweet Love / It Must Be (Jubilee #5695)
- 1971: Mr.Tough / Never Give a Man The World (Jubilee #5718)
- 1971: I Found What I Wanted / I See A Future In You (Reprise #1031)
- 1974: If You Can’t Give Her Love (Give Her Up) / Cancel My Subscription (Reprise #1308)
- 1974: If You Can’t Give Her Love (Give Her Up) / Don’t Keep Me Hangin’ On (Reprise #1308)
- 1981: Gigolo / Let’s Mix It Up (Epic #2663)
- 1982: Gigolo / I’m Changing My Ways (Epic #2664)
- 1982: These Arms / Spend The Nights With Me (Epic #2873)
- 1987: Don’t Burn The Bridges / Don’t Burn The Bridges (Dub-Mix) (Nightmare #MARE33)
- 1989: You’re The Answer To My Dreams / You’re The Answer To My Dreams (Dub-Mix) (Motorcity #MOTC2)